# Miesiąc smoczy
Miesiąc smoczy, miesiąc drakoniczny – średni czas w jakim Księżyc przechodzi przez ten sam węzeł swojej orbity. Miesiąc smoczy trwa 27 dni 5 godzin 5 minut i 35,9 sekundy (27,21222 dnia). 
Nazwa związana jest z mitycznym smokiem, zamieszkującym węzły orbity i pożerającym Księżyc lub Słońce podczas zaćmień. Węzeł wstępujący zwany jest Głową Smoka (łac. caput draconis), zstępujący Ogonem Smoka (łac. cauda draconis).